# Autopista México-Querétaro
La autopista México-Querétaro es una autopista de cuota que une la ciudad de Querétaro y la Ciudad de México, pasando también por el estado de Hidalgo y el Estado de México, siendo las más importantes del país. Tiende una longitud de 175 kilómetros.

## Características principales
La autopista México-Querétaro tiene 175 kilómetros de longitud y posee 6 carriles, destinando 3 para cada lado y 8 carriles destinado para 4 en cada lado en San Juan del Río en el kilómetro 166 hasta el kilómetro 176, siendo la autopista con más carriles en las carreteras en México. Esta autopista contiene dos casetas de cobro, una ubicada en el kilómetro 43 en el municipio de Tepotzotlán, y otra ubicada en el kilómetro 147 en el municipio de San Juan del Río. El costo de cada una es de $108.00 pesos en Carro y $54 pesos en motocicleta (desde 10/01/2025).
El límite de velocidad es de 110 km/h, aunque en algunas partes puede ser de 90 km/h o hasta de 80 km/h, comúnmente se utiliza los 80km/h en zonas metropolitanas.
Tiene dos rampas de frenado de emergencia, ambas ubicadas en el tramo hacía Querétaro, una en kilómetro 158 y otra ubicada dos kilómetros adelante en el kilómetro 160.
La autopista tiene conexiones con el Arco Norte y el Circuito Exterior Mexiquense, vialidades muy importantes en el Estado de México. Al límite sur de la autopista se transforma en Anillo periférico (Bulevar Manuel Ávila Camacho) que conecta los municipios mexiquenses de Tlalnepantla y Naucalpan con la Ciudad de México. Mientras que a la otra, que es la Carretera Federal 45, se le conoce como Libramiento Chamapa-Lechería recorriendo hasta el cruce con la Carretera Federal 15D en Santa Fe
- Datos: Q24960440